# Chapelle Notre-Dame de l'Hermitage
La chapelle Notre-Dame de l'Hermitage est une église située dans la commune de Goven, dans le département d'Ille-et-Vilaine, en Bretagne. Édifiée en 1938 à l'emplacement d'une chapelle du XVIIe siècle,, elle constitue un exemple du renouveau de l'architecture bretonne pendant l'entre-deux-guerres, dans l'esprit de l'Atelier breton d'art chrétien. Dédiée à sainte Anne et à la Vierge, elle fait l'objet d'un pèlerinage le jour de la Sainte-Anne.
Le monument est labellisé « Patrimoine du XXe siècle » par le ministère de la Culture.

## Historique
La chapelle est construite en 1938 au lieu-dit l'Hermitage, à l'emplacement d'une ancienne chapelle du XVIIe siècle. La légende veut que son nom fasse référence à un ancien ermitage de Saint-Thurial, situé à proximité.

## Description
La chapelle est de forme rectangulaire, la façade principale étant située au sud, et le chœur au nord. Une chapelle latérale forme un demi-transept du côté ouest.
L'ensemble est de style régionaliste néo-breton influencé par le gothique flamboyant.
La façade principale s'ouvre par un large porche abritant un autel permettant ainsi la tenue de messes à l'extérieur.
La chapelle comporte un clocher-mur à quatre loges et surmonté de trois croix en fer forgé.

## Mobilier
Bien que reconstruite en 1938, la chapelle abrite des éléments de mobilier ancien : 
- un retable en calcaire de style renaissance[2] daté de 1629[4]. Orné de quatre colonnes à chapiteaux corinthiens, il comporte une niche centrale abritant une statue de Sainte Anne[2] ;
- un groupe sculpté en bois daté du XVIe siècle, représentant l'éducation de la Vierge par sainte Anne[5] ;
- un maître-autel en marbre veiné, datant du XIXe siècle[6] ;
- une clôture de chœur en ferronnerie datant du XVIIe siècle[7].